# Danylo Kravčuk
Danylo Viktorovyč Kravčuk (in ucraino Данило Вікторович Кравчук?; 2 luglio 2001) è un calciatore ucraino, attaccante dell'Epicentr.

## Carriera
Cresciuto nel settore giovanile dell'Arsenal Kiev, nel 2018 viene acquistato a titolo definitivo dal Vorskla. Debutta in prima squadra il 12 marzo 2020 in occasione del match di Kubok Ukraïny vinto 1-0 contro il Desna Černihiv.

## Statistiche

### Presenze e reti nei club
Statistiche aggiornate al 17 ottobre 2021.
| Stagione        | Squadra         | Campionato      | Campionato | Campionato | Coppe nazionali | Coppe nazionali | Coppe nazionali | Coppe continentali | Coppe continentali | Coppe continentali | Altre coppe | Altre coppe | Altre coppe | Totale | Totale |
| Stagione        | Squadra         | Comp            | Pres       | Reti       | Comp            | Pres            | Reti            | Comp               | Pres               | Reti               | Comp        | Pres        | Reti        | Pres   | Reti   |
| --------------- | --------------- | --------------- | ---------- | ---------- | --------------- | --------------- | --------------- | ------------------ | ------------------ | ------------------ | ----------- | ----------- | ----------- | ------ | ------ |
| 2019-2020       | Vorskla         | PL              | 7          | 1          | CU              | 2               | 0               |                    | -                  | -                  |             | -           | -           | 9      | 1      |
| 2020-2021       | Vorskla         | PL              | 13         | 1          | CU              | 1               | 0               |                    | -                  | -                  |             | -           | -           | 14     | 1      |
| 2021-2022       | Vorskla         | PL              | 5          | 0          | CU              | 0               | 0               | UECL               | 1                  | 0                  |             | -           | -           | 6      | 0      |
| Totale carriera | Totale carriera | Totale carriera | 25         | 2          |                 | 3               | 0               |                    | 1                  | 0                  |             | -           | -           | 29     | 2      |

## Palmarès

### Club

#### Competizioni nazionali
- Perša Liha: 1

Epicentr: 2024-2025

### Individuale
- Capocannoniere della Perša Liha: 1

2024-2025 (9 reti)